# Chrysobothris monticola
Chrysobothris monticola es una especie de escarabajo del género Chrysobothris, familia Buprestidae. Fue descrita científicamente por Fall en 1910.
Habita en los bosques de pinos.